# 歌声喫茶
歌声喫茶（うたごえきっさ）は、客全員が歌う（合唱）ことを想定した喫茶店である。1955年前後の東京など日本の都市部で流行し、1970年代までに衰退した。うたごえ運動により普及したことから「うたごえ喫茶」と平仮名表記されることも多い。

## 概要

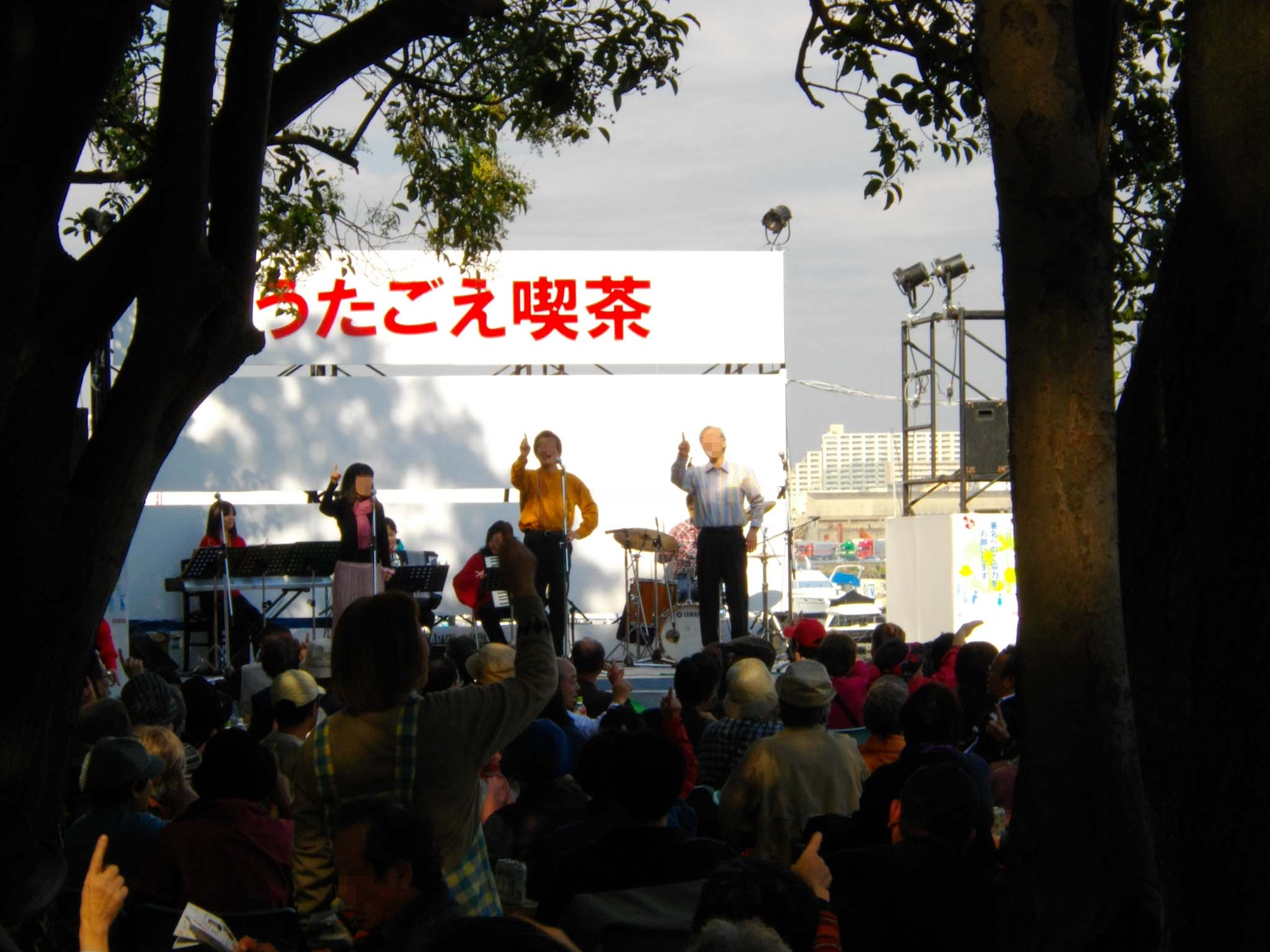
内容の再現としての「うたごえ喫茶」。曲に合わせて演奏者と客が同じポーズをしている。（イベント内仮設・2010年東京）

リーダーの音頭のもと、店内の客が一緒に歌を歌うことを主目的としている。伴奏はピアノやアコーディオンなどの単独の楽器が使われることが多く、大きな店ではバンドも入っていた。歌われる歌はロシア民謡、唱歌、童謡、労働歌、反戦歌、歌謡曲など。店が独自に編纂した歌集を見ながら歌うこともできる。
発祥については諸説あり、1950年（昭和25年）ごろ、東京・新宿の料理店が店内でロシア民謡を流していたところ、自然発生的に客が一緒に歌い出して盛り上がり、それが歌声喫茶のはしりになったという説、また当時公開されたソ連映画『シベリア物語』に同様なシーンがあり、これに影響されたともいわれている。
1955年（昭和30年）、東京・新宿に「カチューシャ」、「灯」がオープン。これをきっかけとして東京に歌声喫茶が続々と誕生する。労働運動、学生運動の高まりとともに人々の連帯感を生む歌声喫茶の人気は上昇し、店内は毎日のように人であふれ、最盛期には日本全国で100軒を超える店があったという。また店の看板的存在であるリーダーの中からは、さとう宗幸や上条恒彦のようにプロの歌手としてデビューした者もいた。
歌声喫茶は「うたごえ運動」という政治運動において大きな役割を果たしたが、それだけでなく、集団就職で単身東京に移住してきた青年たちの寂しさを紛らす心のよりどころでもあった。
1965年（昭和40年）頃をピークに、歌声喫茶のブームはうたごえ運動の退潮に連動して急速に衰退、その後の10年ほどでほとんどの店が閉店していった。
さらに、1970年代後半のカラオケスナック、1980年代のカラオケボックスの出現により、「人前で歌を歌える」需要の受け皿はそちらに移行した。歌声喫茶は一般の喫茶店やカラオケボックスとは異なり、客全員が合唱する形態のため、飲食物の注文が少なく客単価が低いという経営的な問題もあった。

## 現状
老舗である新宿の「ともしび」（コロナ禍でしばらく休業していたが、予約制で人数を制限する等の対策を条件に2022年11月〔場所を違えて〕営業再開）を筆頭に、現在もなお営業している歌声喫茶もいくつかある。
また、一般の喫茶店・飲食店がイベント的に歌声喫茶として営業することがある。そうした店は、かつての歌声喫茶を経験している中高年を中心とする常連客の根強い人気に支えられており、昔を知る常連客が子供など若い世代を連れてくることで幅広い世代での交流が行われている。それに合わせて曲もかつての民謡や労働歌ばかりでなく、世代を問わず歌えるようなレパートリーも加えられている。
カラオケが一般化した現代では逆に「みんなで歌う」スタイルが新鮮だとされ、人との出会いや交流、一体感を楽しめることから新たな愛好者たちが登場している。
コンサートホールやライブハウスで聴衆も一緒に歌える「歌声コンサート」も開催されており、自治体が主催して行われることもある。また公共施設などの一室を借りて、歌声喫茶サークルとして地域住民が集まって活動を続ける団体も全国各地に多数存在する。高齢者の通所リハビリ（デイサービス）にも採り入れられている。
また中高年向けの旅行商品として、貸切バスを使用した「歌声バスツアー」や、鉄道車両を貸し切った「歌声列車」も運行されている。貸切バスの場合は車内のカラオケ設備を活用することもある。高齢者向けに介護ヘルパー付きの歌声バスツアーもある。

## 歌声喫茶を扱った作品
- ドラマ『菊次郎とさき』シリーズ シーズン1 第2回 「たけしが泣いた！父の暴力、母の愛…」（テレビ朝日） - 主人公の兄（長男）が恋人と来店するシーンがある。
- ドラマ『六番目の小夜子』の5話「不思議なうたごえ」(NHK)主人公潮田玲が訪れた喫茶エーデルワイスがうたごえ喫茶だった。